# Mathilda (Band)
Mathilda ist eine Band aus Berlin.

## Geschichte
Die siebenköpfige Band wurde im Spätherbst 2003 von Florian Bald in Berlin gegründet. Dieser ist als Komponist und Texter für alle Stücke verantwortlich.
Im Sommer 2004 erhielt die Band den renommierten Nachwuchsförderpreis für junge Songpoeten der Hanns-Seidel-Stiftung in Zusammenarbeit mit dem Bayerischen Rundfunk.
Das Debütalbum Supersexy Rational erschien im Januar 2005. Das zweite Album M wie Mord wurde Anfang März 2007 veröffentlicht.
Die Plattenfirma der Band war pläne aus Dortmund, die eine lange Tradition in den Bereichen Chanson und Weltmusik mitbrachte.

## Bandname
Angeblich leitet sich der Bandname „Mathilda“ vom Rollennamen der Schauspielerin Natalie Portman in Luc Bessons Film Léon – Der Profi ab. Sie spielt darin das junge Mädchen Mathilda, das dem Profikiller Léon auf ihre naive und herausfordernde Art den Kopf verdreht und ihm hilft, seiner Einsamkeit zu entfliehen.

## Diskografie
- 2005: Supersexy Rational
- 2007: M wie Mord
- 2009: Chansonpop